# Christian Philipsen
Christian Philipsen (* 1972 in Kassel) ist ein deutscher Historiker. Er ist Generaldirektor und Vorstand der Stiftung Dome und Schlösser in Sachsen-Anhalt.

## Leben
Philipsen studierte Geschichte, Germanistik und Kunstgeschichte an den Universitäten Göttingen und Köln sowie an der Bowling Green State University. Danach war er ab 2003 wissenschaftlicher Mitarbeiter am Stadtmuseum Kassel, bei der Kasseler Stadtsparkasse sowie in der Redaktion des Kasseler Stadtlexikons. An der Universität Göttingen wurde er mit der Dissertation Pfründen und geistliche Steuer zum Dr. phil. promoviert. Die Arbeit erschien 2010.
2006 wechselte Philipsen nach Lutherstadt Eisleben in Sachsen-Anhalt zur Stiftung Luthergedenkstätten. Dort wurde er Leiter von Luthers Geburtshaus und Luthers Sterbehaus. 2012 wechselte er innerhalb des Stiftung Luthergedenkstätten als Leiter des Bereichs Museen, Sammlungen und Ausstellungsprojekte und wurde stellvertretender Direktor dieser Stiftung.
Nachdem der bisherige Generaldirektor der Stiftung Dome und Schlösser in Sachsen-Anhalt Boje Schmuhl 2015 in den Ruhestand getreten war, wurde er dessen Nachfolger. Seit April 2017 trägt die Stiftung den Namen Kulturstiftung Sachsen-Anhalt. 
Als Generaldirektor der Kulturstiftung Sachsen-Anhalt ist er Heraus- bzw. Mitherausgeber von weit über fünfzig Publikationen zu überwiegend kulturellen Themen.

## Veröffentlichungen (Auswahl)
- Pfründen und geistliche Steuer. Die Mainzer Archidiakonate Fritzlar und Hofgeismar im Spätmittelalter. (= Untersuchungen und Materialien zur Verfassungs- und Landesgeschichte, Band 28.) Zugleich Dissertation Universität Göttingen. Verlag Hessisches Institut für Landesgeschichte, Marburg 2010, ISBN 978-3-921254-81-3, Rezension.[5]
- Zusammen mit Eike Henning Michl, Katrin Tille, Michael Belitz: 850 Jahre Weihe des Havelberger Domes. Geschichte – Architektur – Kunst. Lukas Verlag, Berlin 2024, ISBN 978-3-86732-445-8.